# Balatonszéplak
Balatonszéplak Siófok nyugati felén fekvő, üdülő városrésze, melynek partszakaszát Ezüstpartnak hívják. 1938-ban szakadt le Balatonkilitiről, 1950-ben pedig Siófokhoz csatolták. Mára teljesen összeépült nyugati szomszédjával, Zamárdival.

## Története
A településrészt fövenyes partja után régebben Balatonlídó néven is nevezték. Ma is üdülőhelyként működik, partszakaszán, a Siófokig elnyúló Ezüstparton nagy üdülőépületek, szállodák, apartmanházak sorakoznak, illetve sok családi házban is berendezkedtek szállóvendégek fogadására. A település nevével szinte kizárólag idegenforgalmi célpontként találkozhatunk.
1939-ig Balatonkiliti része volt, ekkor az utóbbiból kiváló Balatonújhely részévé vált, amit viszont 1950-ben Siófokhoz csatoltak. Közigazgatásilag jelenleg is Siófok része.
A vasútvonallal párhuzamosan fut a 7-es főút, a régi Balatoni út, majd ezen átkelve jutunk a faluba, mely egy csaknem önálló települési egység, helyi lakosokkal; míg a vasútvonal és a tó között fekszik a nyaraló körzet, tipikus balatoni villákkal és a parton a 60-as évektől épült szállodasorral.
A vasút és a Balaton közötti rész eredetileg mocsaras nádas volt, melyet az építkezések során fokozatosan feltöltöttek, de a mai napig is magas talajvíz jellemzi ezt a részt. Nem ritkák kiadósabb esőzések után a kertekben feltörő buzgárok
A hely történetéhez tartozik, hogy Balatonszéplak évtizedeken keresztül, talán viszonylagos olcsósága és Budapesthez való közelsége révén, a magyar értelmiség egyik kedvenc nyaralóhelye volt, ahol színművészek, rockzenészek, élsportolók, rádiósok, újságírók töltötték szabadságukat, pezsgő társasági életet teremtve a szálloda (MÚOSZ újságíró üdülő, stb.) strandjain vagy nyaralóikban.
2010-ben az újságíró üdülő két épületét a hozzá tartozó hatalmas parkkal eladták és lebontották, helyére új, több tagból álló épületkomplexumot terveztek, belső vitorlás kikötővel.
Az 1960-as években központi találkozóhelynek számítottak a Zöldfa kocsma (ma étterem) és az esti táncos hely, a Hableány. Utóbbi már évtizedek óta nem működik, helyette onnan kb. 400 méterre a Palace Dance Club üzemelt, lényegesen megváltoztatva a környék életét. 2020 őszén ez is lebontásra került, helyére hotel épül, ami még nincsen készen. 

## Közlekedés
A településrésznek két vasúti megállóhelye van a Budapest–Murakeresztúr-vasútvonalon: Balatonszéplak felső megállóhely és Balatonszéplak alsó megállóhely, előbbi Siófok központjához közelebb, utóbbi Siófok és Zamárdi határvonala mellett, de már zamárdi közigazgatási területen.
A Volánbusz járatai közül a Kaposvár–Siófok-vonal, a Barcs–Marcali–Siófok-vonal, valamint a siófoki helyi buszjáratok egy része érinti Balatonszéplakot (www.volanbusz.hu/uploadfiles/50_magyarorszag.pdf).

## Külső hivatkozások
- További képek láthatók a következő oldalakon: [halott link], .
- Búcsú a Hotel Interpresstől - www.muosz.hu